# Saint-Chels
Saint-Chels é uma comuna francesa na região administrativa de Occitânia, no departamento de Lot. Estende-se por uma área de 17,86 km². Em 2010 a comuna tinha 146 habitantes (densidade: 8,2 hab./km²).